# Reyer van Blommendael
Reyer Jacobsz. van Blommendael (* 1628; † 1675 in Haarlem) war ein niederländischer Maler des Goldenen Zeitalters.

## Leben

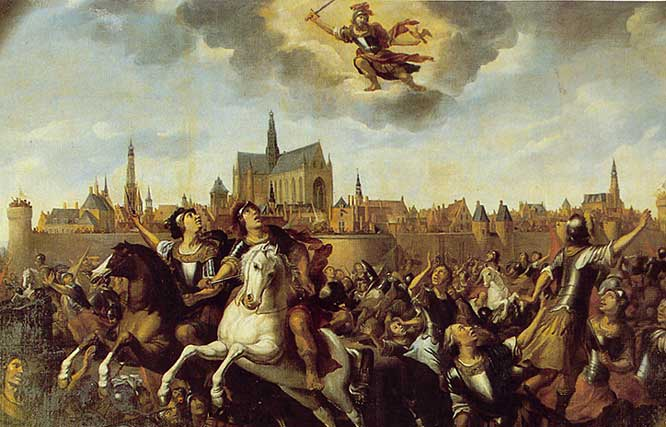
Reyer van Blommendael, St. Bavo rettet Haarlem, 1673, 144 cm × 213 cm, Frans Hals Museum

Das genaue Geburtsdatum von Reyer van Blommendael ist nicht bekannt, überliefert ist jedoch die Taufe am 27. Juni 1628 in Amsterdam. Über das Leben des Malers ist wenig bekannt. Erstmals in Erscheinung trat er 1662, als er der Gilde in Haarlem beitrat. Reyer Jacobsz. van Blommendael starb 1675 und wurde am 23. November 1675 in der St.-Bavo-Kirche in Haarlem bestattet.

## Werk
Blommendael schuf vor allem Historienmalerei, doch können ihm auch einige Gemälde mit pastoralen oder musizierenden Halbfiguren zugeschrieben werden. Meist sind die Figuren seiner großformatigen Kompositionen in den Vordergrund gerückt. Es herrschen einfache, klare Formen vor, die Figuren sind in schwere Stoffe gehüllt.